# لوئیز ۲۵۵۶
سیارک ۲۵۵۶ (به انگلیسی: 2556 Louise، نامگذاری:1981CS) دو هزار و پانصد و پنجاه و ششمین سیارک کشف شده‌است که در ۸ فوریه ۱۹۸۱ کشف شد.
قدر مطلق سیارک برابر ۱۳٫۴۰ است.